# وريد فخذي
الوريد الفخذي (بالإنجليزية: Femoral vein)‏ هو ذلك الوريد الذي يسير مجاوراً للشريان الفخذي.

## صور

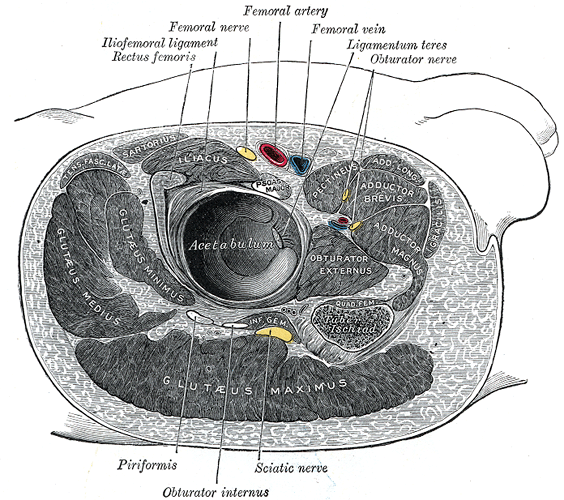
التركيبات المحيطة بالورك الأيمن.
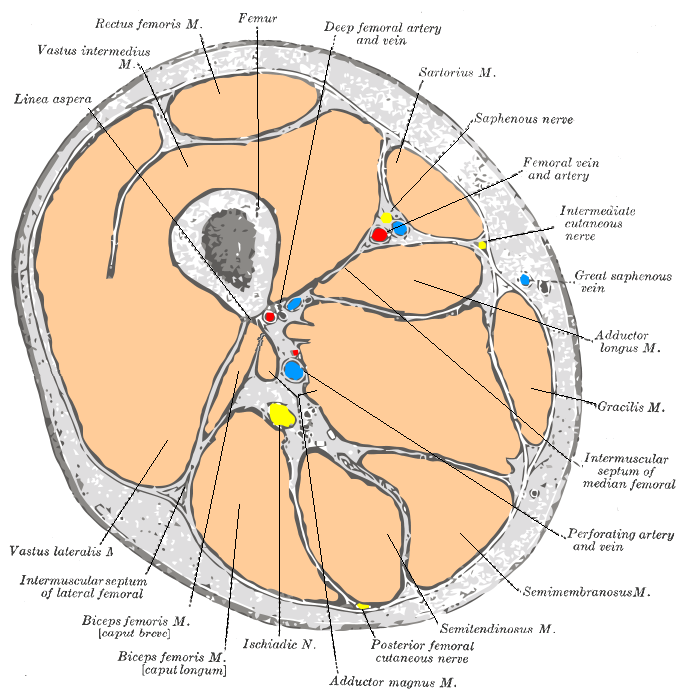
مقطع عرضي من منتصف الفخذ.
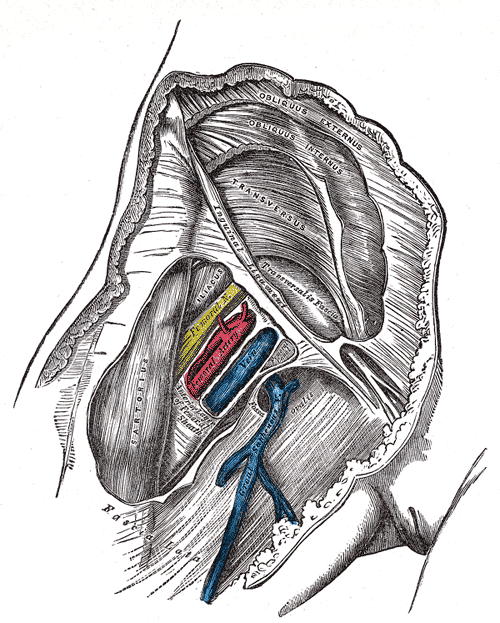
غلاف الفخذ مفتوح، لإظهار الأجزاء الثلاثة.
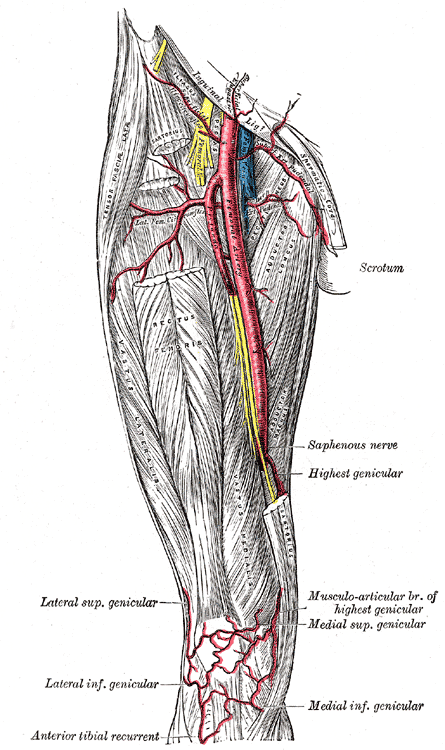
الشريان الفخذي.
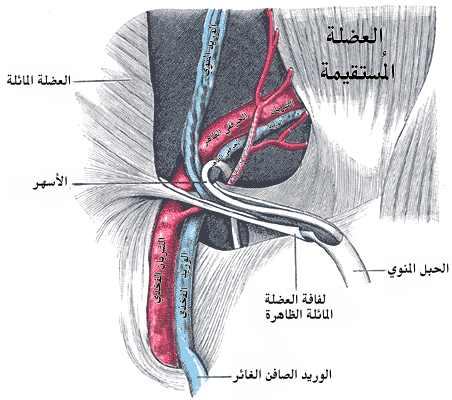
الحبل المنوي في القناة الإربية.
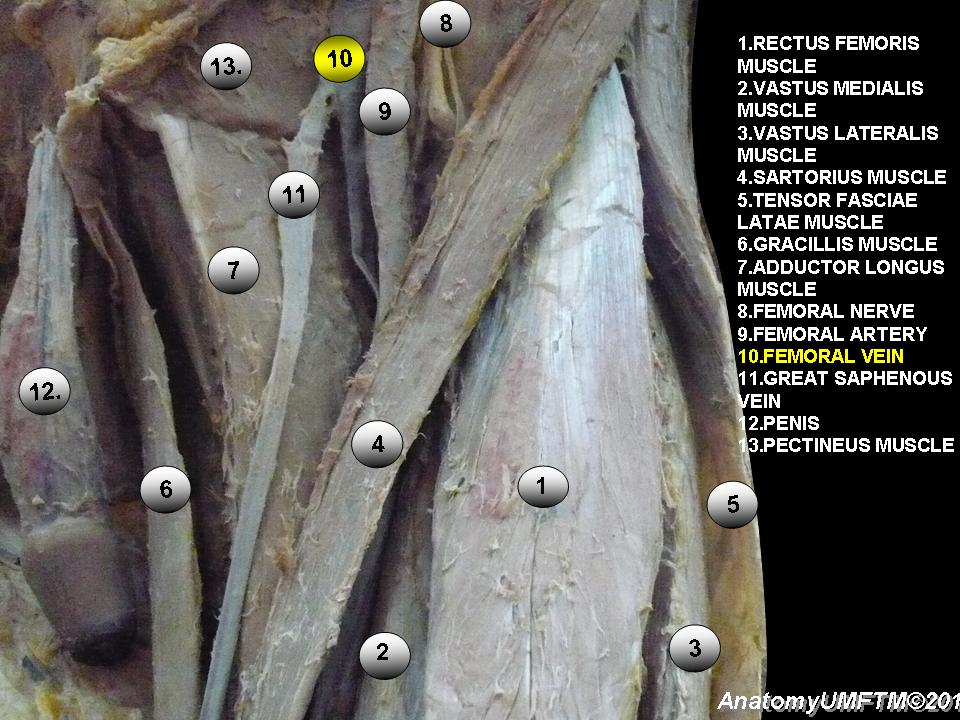
وريد فخذي
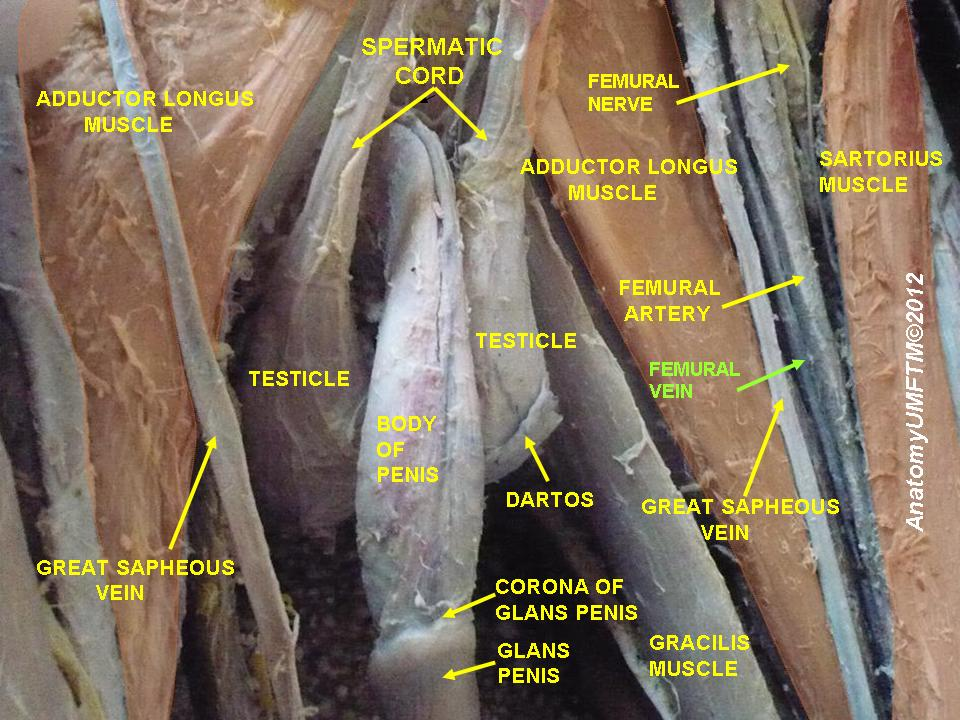
وريد فخذي
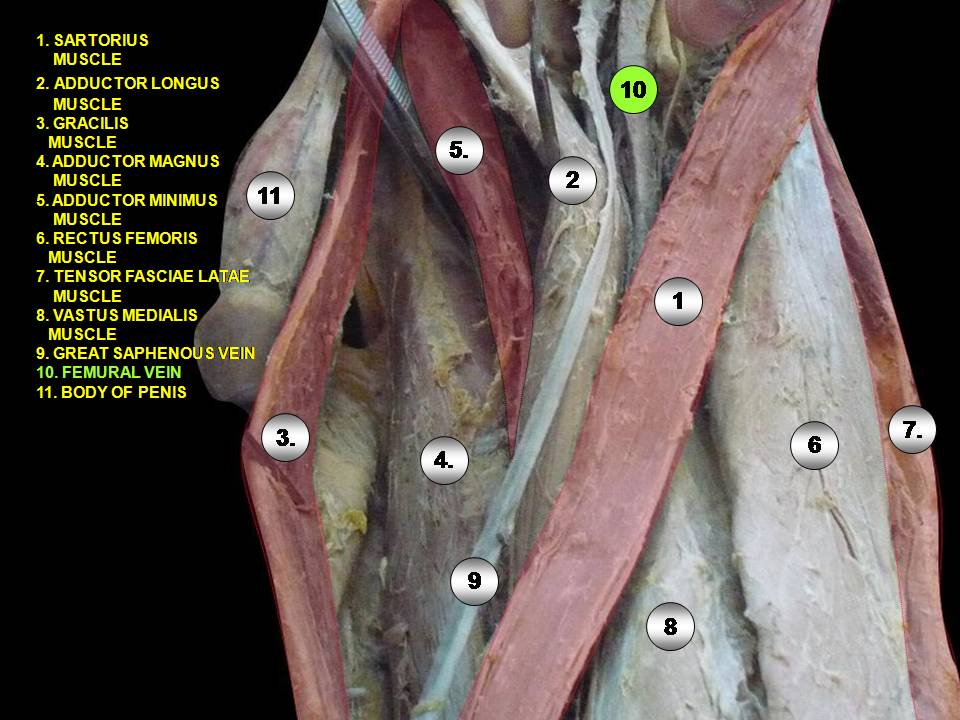
وريد فخذي
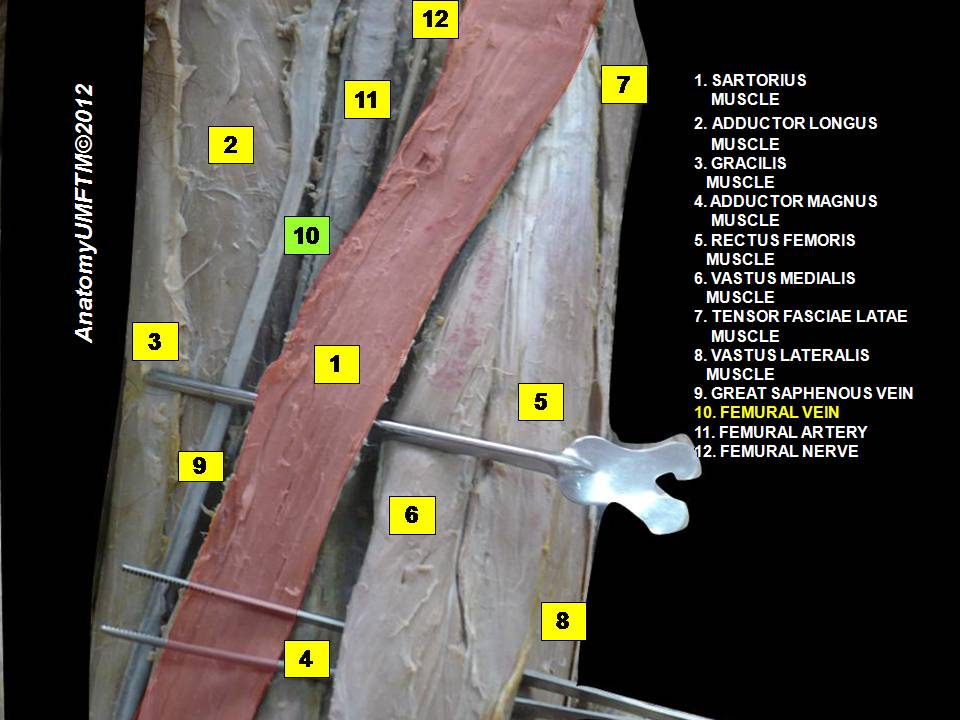
وريد فخذي